# Бурова штанга

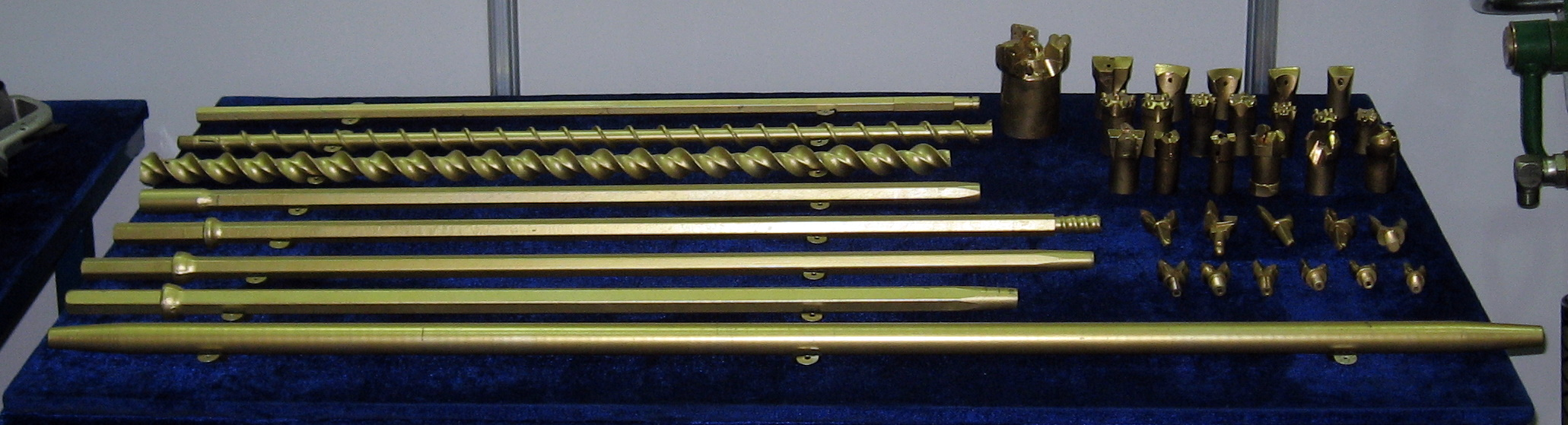
Бурові штанги та коронки

Бурова штанга (рос. буровая штанга, англ. drill pole, bore rod, boring rod; нім. Bohrstange) — елемент бурового обладнання.
1. Сталевий стержень для передавання механічних зусиль від поршня-ударника на різець (бурову коронку, головку) та для подачі води і стисненого повітря до вибою шпуру (свердловини) під час ударно-обертового буріння. Бурові штанги для ударного буріння виготовляється з шестигранної, круглої, восьмигранної або прямокутної (рідко ромбічної) сталі. Для обертального буріння шпурів штанга виготовляється з крученої бурової сталі різної довжини.
2. Сталева труба для передавання механічних зусиль (осьового зусилля та обертового моменту) від станка до бурової коронки або долота та для подачі води до вибою свердловини.

## Постав бурових штанг
Постав (ставня) бурових штанг (рос. став буровых штанг, англ. drill pole line, bore rod line, boring rod line; нім. Bohrstangenstrang m) — у техніці буріння — дві (чи більше) штанги, зґвинчені між собою.
Діалектна форма — став.